# Leucocoryne arrayanensis
Leucocoryne arrayanensis är en amaryllisväxtart som beskrevs av Pierfelice Ravenna. Leucocoryne arrayanensis ingår i släktet Leucocoryne och familjen amaryllisväxter. Inga underarter finns listade i Catalogue of Life.